# Othresypna pela
Othresypna pela är en fjärilsart som beskrevs av Louis Beethoven Prout 1926. Othresypna pela ingår i släktet Othresypna och familjen nattflyn. Inga underarter finns listade i Catalogue of Life.